# Lorenz Christoph Mizler
Lorenz Christoph Mizler [de Kolof] (* 26. Juli 1711 in Heidenheim, Mittelfranken; † 8. Mai 1778 in Warschau) war ein deutscher philosophischer Gelehrter, Schriftsteller, Mediziner, Buchdrucker, Buchhändler, Musiktheoretiker und Musikwissenschaftler. Der Doktor der Philosophie und der Medizin war von besonderer Bedeutung für die polnische Aufklärung und für die Bach-Forschung.

## Leben und Werk

### Jugend
Mizler beschäftigte sich schon früh mit antiken Autoren, den Problemen der zeitgenössischen Philosophie und Theologie, aber auch mit den Fragen der Musik. Der Schulbesuch in Ansbach wurde durch häuslichen Privatunterricht ergänzt. Georg Heinrich Bümler, der Kapellmeister des Markgrafen von Brandenburg-Ansbach und Johann Samuel Ehrmann, Chordirektor zu Ansbach, wurden neben dem Theoretiker Johann Mattheson und dem Praktiker Johann Sebastian Bach als Widmungsträger in Mizlers Dissertatio (1734) geehrt. Mizler betonte in seinem Widmungstext, er habe von seinem lieben und besten Freund Johann Samuel Ehrmann die Grundlagen der Musik gelernt.

### Prägungen durch Christian Wolff und Johann Sebastian Bach

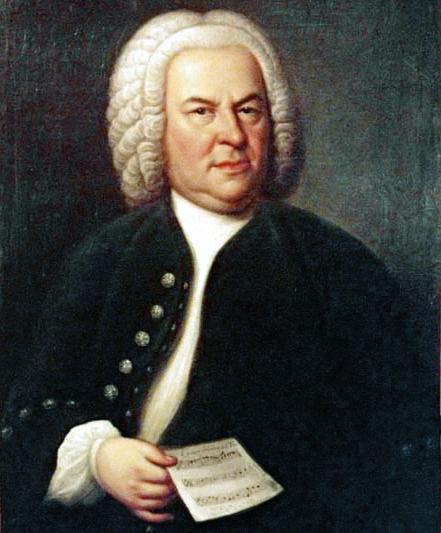
Johann Sebastian Bach, Ölgemälde von Elias Gottlob Haußmann (1748; Bach-Archiv Leipzig)

Dem 26-jährigen Mizler wurde im Leipziger Kulturleben großer Respekt entgegengebracht. Der hier tätige Philosophieprofessor und einflussreiche Gelehrte Carl Günther Ludovici räumte ihm 1737 eine weitaus höhere Bedeutung innerhalb der Musik ein als dem Virtuosen Johann Sebastian Bach. Das führte dazu, dass Mizlers Leben und Werk deutlich umfangreicher als das seines Lehrers in dem redaktionell von Ludovici ab 1739 betreuten Universal-Lexicon dargestellt wurden. Die Gründe für diese eigenartige Bevorzugung liegen in dem hohen Stellenwert der Wolffischen Philosophie, die von der Musikwissenschaft bei der Betrachtung des Leipziger Geisteslebens bislang meistens unbeachtet blieb. Immerhin galt Leipzig mit der Wahrheitliebenden Gesellschafft als ein Hauptort der durch Wolff geprägten deutschen Frühaufklärung. Mizler hatte sich schon frühzeitig als leidenschaftlicher Wolffianer zu erkennen gegeben und nahm deshalb diese herausgehobene Position bei den führenden Aufklärern im Leipziger Raum ein. In welchem Umfang er am Zedler-Lexikon mitarbeitete, lässt sich nicht mit Bestimmtheit beweisen. Allerdings deutet nicht nur die überragende mathematische Autorenexpertise zum umfangreich dargestellten Lemma Ton oder Klang, sondern auch die hier geäußerten speziellen musiktheoretischen Sichtweisen zum Verhältnis zwischen Musik und Mathematik und die besondere Literaturempfehlung zur Musikalischen Bibliothek und der Hinweis auf die Anfangs-Gründe des Generalbasses auf den Autor Mizler. Eine differenzierte Würdigung von Leonhard Eulers Tentamen novae theoriae musicae war Mizler ein besonderes Anliegen und eine solche findet explizit in diesem Lexikonartikel statt.
Über die Philosophie Christian Wolffs wurde bereits in Ansbach kontrovers diskutiert, und Mizler sah in seiner von Leidenschaft geprägten Suche nach Wahrheit keine Kompromissmöglichkeit zwischen den so genannten Wolffianern und den Anti-Wolffianern. Hauptstreitpunkt war das Verhältnis von Philosophie und Theologie. Die von Wolff propagierte Freiheit von Forschung und Lehre ermöglichte gegenüber theologischen Aussagen eine grundsätzlich kritische Haltung, die Wolff aus dem Vorrang der Philosophie vor der Theologie ableitete. Lutherisch-orthodoxe und pietistische Theologen waren über die Forderung nach einer Änderung dieser alten Rangordnung empört und unterstellten überdies Wolff eine antichristliche oder – mit Blick auf dessen Begeisterung für die chinesische Kultur – sogar atheistische Haltung. Als Bachschüler war der Akademiker Mizler in den 1730er Jahren auf einem gänzlich anderen Wissensstand als der Nicht-Akademiker Bach. Dies alles muss auf den im konservativen Umfeld lebenden Bach zunächst irritierend gewirkt haben. Mizler hatte bereits in seiner Dissertation 1734 von einem „vollkommenen Musiker“ gefordert, er müsse nicht nur in allen Teilen der Philosophie bewandert, sondern vor allem auch ein geübter Mathematiker sein. Ganz im Sinne des damaligen Zeitgeistes schrieb Mizler, Kompetenz erweise sich dadurch, dass der wirkliche Kenner die Regeln seiner Kunst auf wissenschaftliche Weise erläutern könne. Allerdings räumte Mizler ein, ein solcher sei in der Musik nur sehr schwer zu finden.
Johann Matthias Gesner hatte Mizler 7. Mai 1731 nach dem Umzug des Studenten von Ansbach nach Leipzig und der Immatrikulation in die dortige Universität ein vorzügliches Empfehlungsschreiben ausgestellt:

„Lorenz Christoph Mizler, aus dem ansbachischen Land der Markgrafen von Brandenburg gebürtig, ist als ein Jugendlicher nicht nur mit einer guten, sondern auch mit einer großen Begabung und der Empfänglichkeit für viele Dinge ausgestattet. Außerdem ist ihm die übliche Verderbtheit gleichgültig, so dass ich wahrhaftig bestätigen kann, dass ich aus der hinreichend großen Zahl meiner Schüler nur wenige habe, die ich ihm vergleichen kann, keinen aber, den ich ihm vorziehe. Infolgedessen empfehle ich ihn mit großem Vertrauen allen Beschützern, die es nicht verschmähen, mir zu vertrauen oder auf meine Bitten etwas zu geben, so dass ich wage, für ihn zu sprechen, dass es niemals geschehen wird, dass jemand seine ihm erwiesene Wohltat bereut, sondern vielmehr werden mir die danken, die, nachdem die Tugend, Gelehrsamkeit und der Geschmack des vortrefflichen Jünglings erkannt sind, glücklich begreifen, dass ich keine leere Versprechung gemacht habe und dass er nicht durch den besten Willen, alles richtig zu machen, das Angemessene verfehlt.“

Der ehemalige Ansbacher Rektor Gesner wirkte von 1730 bis 1734 als Rektor der Thomasschule zu Leipzig und wurde von Bach hoch geschätzt. Mizler konnte die Empfehlung sehr gut für einen Kontakt zu Bach nutzen. Wann Bach Mizler in den Kreis seiner Schüler aufnahm, ist nicht bekannt, auch zur Dauer des Unterrichtes schweigen die Quellen. Im Vorwort der ersten Auflage seiner Dissertatio erwähnte Mizler jedenfalls am 30. Juni 1734, er habe von Bach die Anweisung in die praktische Musik erhalten. Zugleich bedauerte der junge Student, dass er diese Unterweisung nicht weiter genießen darf. Im neuen Vorwort zur zweiten Auflage seiner Dissertation (1736) erwähnte Mizler diesen Unterricht nicht mehr. Der Lebenslauf Mizlers war in dieser Zeit höchst wechselhaft. Anfang November 1732 wurde er aufgrund einer schweren Krankheit neun Wochen zu einer längeren Unterbrechung seiner Studien gezwungen. Anfang 1733 hielt sich Mizler dann auf Empfehlung des Arztes zur Luftveränderung in Altdorf auf. An der Universität Altdorf setzte er seine vorwiegend theologischen Studien fort. Am 11. Februar 1733 veröffentlichte Mizler in Altdorf seine Questiones. Zum Sommersemester 1733 kehrte Mizler für ein weiteres Studium nach Leipzig zurück. Diese Monate waren in musikalischer Hinsicht außergewöhnlich, denn nach dem Tod von August dem Starken wurde eine lange Staatstrauer angeordnet. Die Musik hatte zu schweigen und Bach hatte nun vermehrt Zeit für Unterrichtstätigkeiten oder andere Aufgaben. Eigentlich hätte jetzt also ein längerer Unterricht Mizlers bei Bach stattfinden können, aber der Unterricht endete aus nicht nachvollziehbaren Gründen vor 1734. Ob Mizler die Unterweisung bei Bach irgendwann und in einem nicht bekannten Umfang bereits zwischen Mai 1731 und November 1732 erhalten hatte, ist als zweite Option denkbar. Jedenfalls ist vor 1734 ein durchgehender Unterricht von deutlich mehr als 1½ Jahren angesichts dieser Rahmenbedingungen nicht möglich.
Das selbstbewusste bzw. teilweise beleidigende Verhalten des 23-jährigen Studenten gegenüber den anerkannten Persönlichkeiten des Musiklebens ist Anfang der 1730er Jahre an einem Beispiel dokumentiert. Mizler hatte das von Johann Gottfried Walther 1732 verfasste Lexikon in der ersten Edition seiner Dissertatio (1734) heftig attackiert, denn dies leide noch an Kinderkrankheiten. Mizler hatte diese Vorwürfe in der zweiten Auflage seiner Dissertation 1736 gestrichen und teilte dies Walther am 6. November 1736 mit. Dabei beteuerte er, „wolte, ich hätte es niemahls hingesetzet“. Offensichtlich hatte Mizler zwischen 1734 und 1736 einen etwas höflicheren Umgang mit höher gestellten Persönlichkeiten gelernt. Dennoch schrieb Mizler 1737, es sei seine Schuldigkeit, die Wahrheit bekannt zu machen und alle Aussagen dahin zu überprüfen, ob sie auf einen zureichenden Grund zurückgeführt werden können und dass er deshalb „keinem Gelehrten, er trage auch noch so eine grose Perüke, etwas zu glauben schuldig ist, wenn er es nicht erwiesen“. Mizler blieb also in seinen Forderungen radikal, denn auch die „Perückenträger“ müssten alles bis auf den Grund erweisen.
Die Beziehung zwischen Bach und Mizler wurde in den 1740er Jahren intensiver, denn der Komponist empfing seinen ehemaligen Schüler 1747 wie einen guten Freund und gewährte ihm Einblicke in seine Partituren. Mizler war durch wichtige Veröffentlichungen inzwischen zu einem in der Musikwelt geachteten Musiktheoretiker geworden, zu einem interessanten und kompetenten Gesprächspartner für Bach. Dieser setzte ein weiteres positives Zeichen und trat nach Abschluss der etwa ein Jahr dauernden Formalitäten 1747 der von Mizler gegründeten und an der Philosophie Wolffs orientierten Correspondierenden Societät der musicalischen Wissenschaften bei, von der er sich auch ohne Not hätte distanzieren können. Dieser öffentliche Beitritt Bachs zu der Sozietät des leidenschaftlichen Wolffianers Mizler lässt aufhorchen. Die inzwischen sorgfältig erforschte Quellenlage ermöglicht eine neue Sichtweise auf das letzte Lebensjahrzehnt des Komponisten. Mizler bewertete seinerseits das Verhältnis mehrfach positiv und sprach sowohl 1738 als auch 1754 von Bach als seinem guten Freund und Gönner. Das bekannte Bach-Porträt von Elias Gottlob Haußmann wurde 1746 satzungsgemäß im Rahmen der Vorbereitungen von Bachs Sozietätsbeitritt angefertigt und zeigt die Relevanz Mizlers ebenso wie die von ihm veröffentlichte erste umfangreiche Bach-Biographie. Die Bedeutung Mizlers für das letzte Lebensjahrzehnt Bachs ist von Bach-Forschern – meist immer auf der Basis fragmentarischer Erkenntnisse zu Mizler – unterschiedlich bewertet worden.

### Musiktheoretischer Rationalismus
Bei einem flüchtigen Blick auf die musikwissenschaftlichen Schriften Mizlers könnte man vermuten, dass er diese Kunst als in allen Details rational erfassbar betrachtete. Dieser Eindruck des rigorosen Rationalismus könnte sich verstärken durch die von ihm vielfach betonten mathematischen und systematischen Aspekte der Musiktheorie. Zweifellos versuchte der Gelehrte, möglichst viele Bereiche streng wissenschaftlich zu erforschen. Bei genauerer Betrachtung ergeben sich allerdings Differenzierungen, denn Mizler sah durchaus die Geheimnisse des Komponierens, die sich einer rationalen Durchdringung verschließen. Manche Äußerungen aus den 1730er Jahren waren von jugendlichem Eifer geprägt oder leichtfertig und missverständlich formuliert. Mizler relativierte später die im Übermut veröffentlichten Äußerungen und sprach von Bereichen in der Musik, die sich rational nicht fassen lassen. Hingegen wollte er die überschaubaren Themen der Musiktheorie in seiner Schrift Anfangs-Gründe des Generalbasses nach den strengen Prinzipien der mathematischen Lehrart systematisieren. Schon die Zeitgenossen hatten Mizlers „Generalbass-Maschine“ missverstanden, denn damit sollte lediglich das rational darstellbare Lehrkonzept der Allgemeinen Musiklehre inklusive des Satzmodells der so genannten Oktavregel demonstriert werden.

### Aktivitäten zur Förderung der Musik

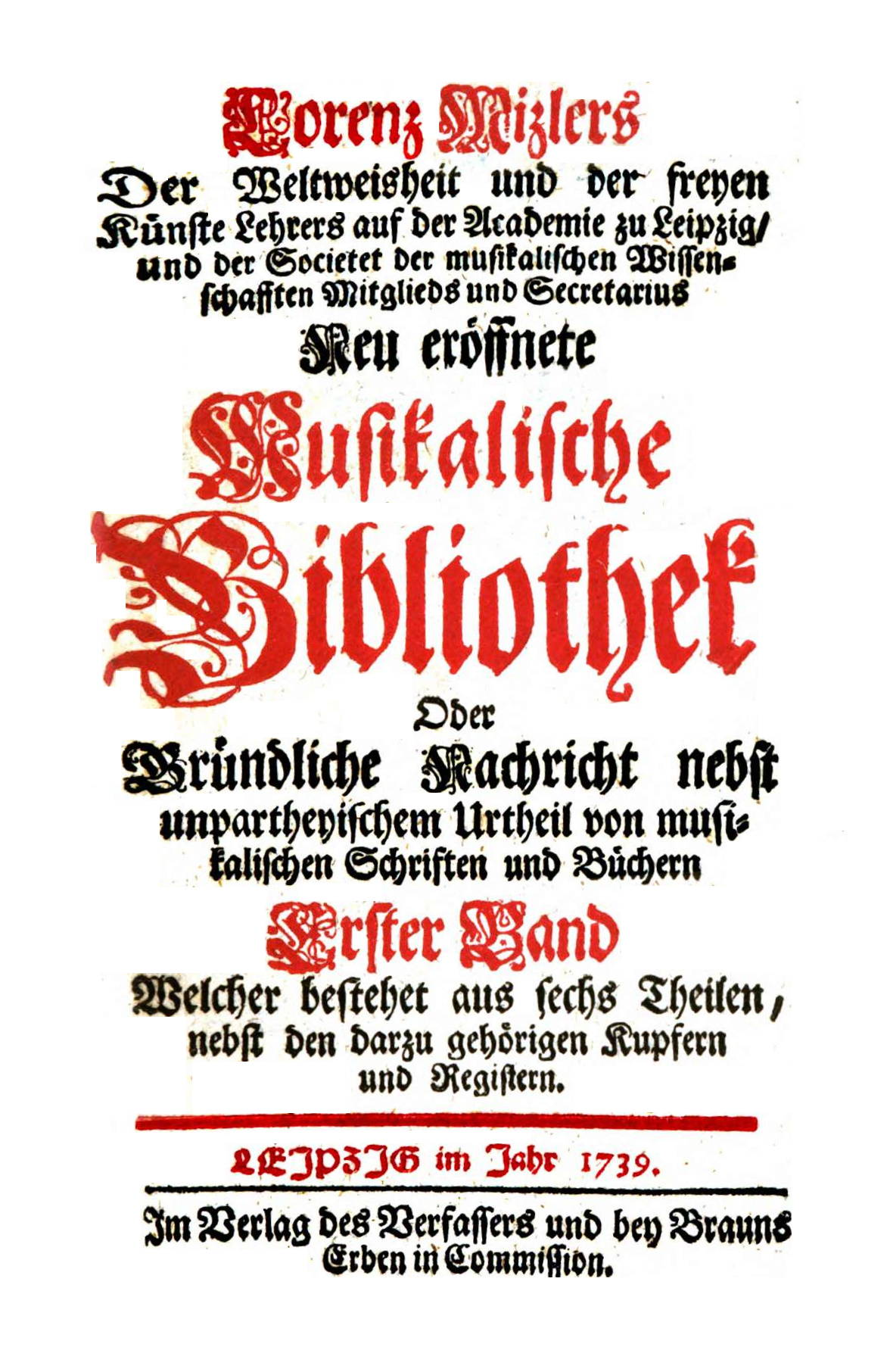
Musikalische Bibliothek, Erster Band 1736, Titelblatt

Ab der Mitte der 1730er Jahre startete Mizler auf verschiedenen Ebenen Aktivitäten zur Förderung der Musik: Er veröffentlichte die 2250 Seiten umfassende Fachzeitschrift Musikalische Bibliothek Zunächst erschienen 15 einzelne Ausgaben, die dann zu vier Bänden zusammengefasst wurden. Die unterschiedlichen Themen der insgesamt 111 Zeitschriftenbeiträge stellen eine wichtige musikwissenschaftliche Quelle dar. 1738 gründete Mizler die Correspondierende Societät der musicalischen Wissenschaften, die sich als virtuelle Gemeinschaft lediglich per Rundschreiben austauschte. Zu den Mitbegründern gehörten Giacomo de Lucchesini († 1739) und Georg Heinrich Bümler (1669–1745). Namhafte Komponisten wie Händel, Telemann, Stölzel, Graun und Bach wurden Mitglieder dieser bis mindestens 1761 existierenden Gesellschaft. Die erhoffte Effizienz der Vereinigung blieb allerdings trotz des intensiven Austauschs weit unter den Erwartungen Mizlers. Sozietätsinterne Auseinandersetzungen, insbesondere um die von Telemann eingebrachten speziellen Theorien zum Tonsystem, schwächten den Zusammenhalt der Mitglieder, so dass die Bedeutung der Sozietät im Laufe der Zeit sank, zumal sie sich noch mit finanziellen Problemen befassen musste. Erschwerend kam hinzu, dass Mizler bereits 1743 seinen Wohnsitz nach Końskie im Süden Polens verlegt hatte und sein Interesse nach seinem Umzug nach Warschau im Jahre 1749 zunehmend auf andere Gebiete verlagerte.
Mizler widmete sich neben seiner Arbeit für die Sozietät grundlegenden Arbeiten zur Musiktheorie. Er veröffentlichte eine Generalbass-Lehre, in der er Grundsätze der zeitgenössischen Musiklehre systematisch darstellte. Das bedeutende Lehrwerk zum Kontrapunkt von Johann Joseph Fux, Gradus ad Parnassum (lateinisches Original 1725), das für nachfolgende Komponisten bis zu Paul Hindemith als Standardwerk galt, erschien 1742 in Mizlers deutscher Übersetzung.
Als Komponist hat Mizler nur eine marginale Bedeutung. Oft wurden seine viel diskutierten Odenkompositionen dazu missbraucht, seine umstrittenen Ideale zu diskreditieren. Diese kleinen Tonsatzarbeiten sind aber lediglich als Anwendungsbeispiele und Übungsstücke zu Mizlers Musiktheorie zu verstehen.

### Wirken in Polen ab 1743

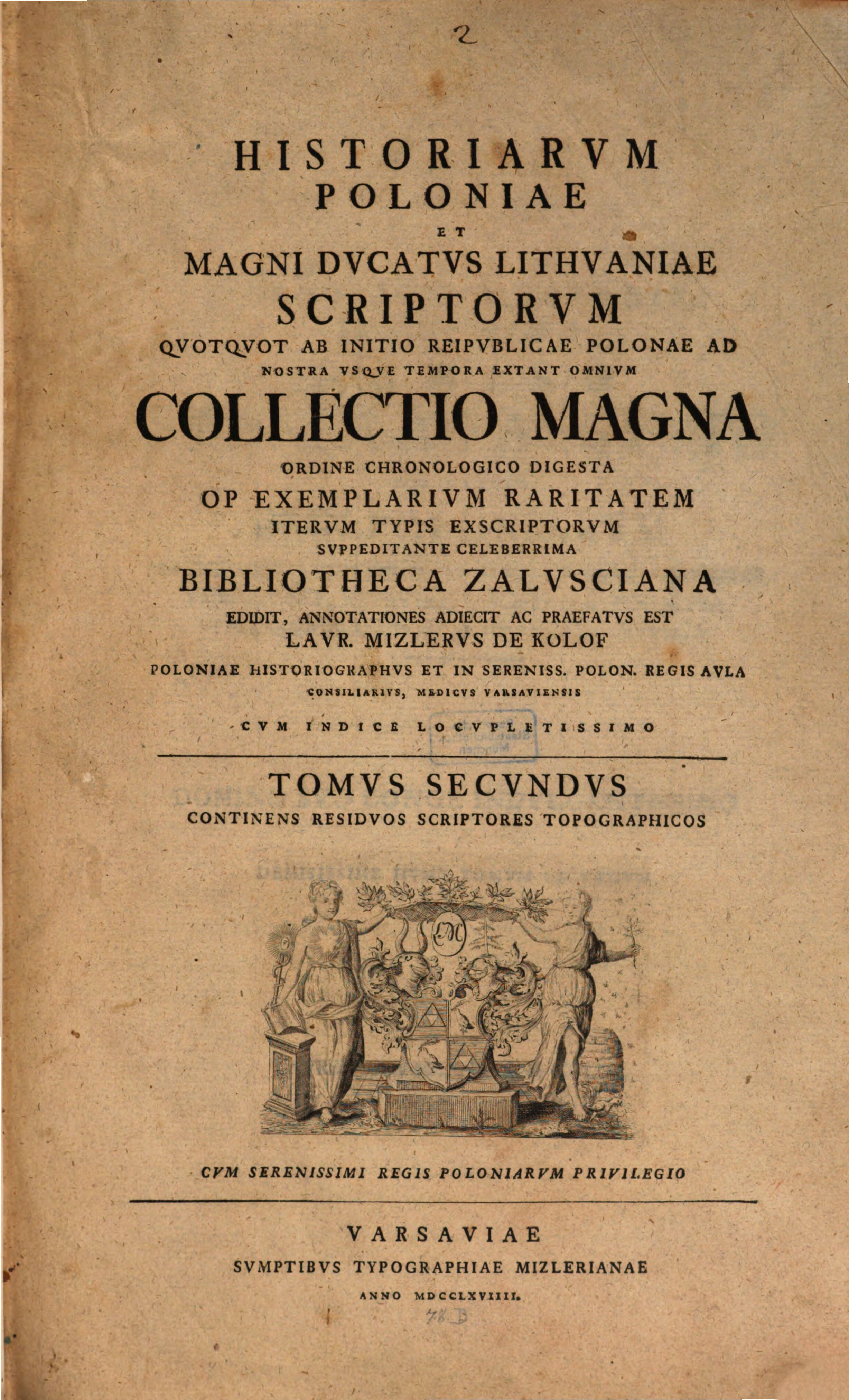
Historiarum Poloniae et magni ducatus Lithuaniae scriptorum ...collecto magna, Bd. 2, Warschau 1769

In seiner zweiten Lebenshälfte lebte Mizler in Polen. Im Mai 1743 erreichte er in Begleitung des Grafen Jan Małachowski (1698–1762) den Hof seines jetzigen Mäzens in Końskie. Dort war er zunächst als Hauslehrer tätig. Es muss vermutet werden, dass die am 14. September 1743 in Leipzig geborene uneheliche Tochter Mizlers, Johanna Regina, in Leipzig bei ihrer Mutter Johanna Regina Langrock verblieb. Mizler zog dann 1749 nach Warschau, wurde zum Königlich Polnischen Hofrath und Hofmedicus ernannt und trat sowohl als Doktor der Philosophie als auch der Medizin in Erscheinung. In Polen widmete er sich zunächst intensiv dem Arztberuf. Immer wichtiger wurde aber sein Wunsch, Einfluss auf das literarische Leben zu nehmen. Eine seiner Pioniertaten war die erste Gründung einer Druckerei in Warschau, die von der Geistlichkeit formal nicht abhängig war. Hier begann er den Betrieb 1756 und produzierte etwa 150 Schriften. Er wirkte als Autor, Buchhändler, Buchdrucker, Bibliothekar, Herausgeber von Zeitschriften und von polnischer Literatur, darunter die Warschauer Bibliothek, mit der er die wissenschaftlich-publizistische Betätigung in Polen fördern und die Werke polnischer Gelehrter im Ausland bekannt machen wollte. Insbesondere veröffentlichte er als Historiograph des Königreichs von Polen umfangreiche Folianten mit insgesamt über 4000 Seiten. Weiterhin ist die polnischsprachige Ausgabe von Johann Christoph Gottscheds Erste Gründe der gesamten Weltweisheit hervorzuheben. Die von ihm redaktionell maßgeblich gestaltete Zeitschrift Monitor wurde in den Jahren 1765–1777 in seiner Druckerei mit einem Umfang von mehr als 10.000 Seiten produziert. Sowohl Gottscheds Werk als auch der Monitor waren für die Entwicklung der polnischen Aufklärung bedeutsam. Mit Recht konnte sich Mizler als einer der ersten „Apostel der Wolffischen Philosophie“ bezeichnen. Für seine Verdienste wurden Mizler von der polnischen Regierung der Adelstitel „de Kolof“ und vom König Stanislaus II. August Poniatowski die besondere Ehrenmedaille Merentibus verliehen.

## Philosophisches Selbstverständnis
Es wäre irreführend, Mizler als Musiker mit anderen Bachschülern auf eine Stufe zu stellen. Der junge Gelehrte bezeichnete sich selbst vielmehr als Philosoph. Seine musikwissenschaftlichen Vorlesungen, die er an der Philosophischen Fakultät der Leipziger Universität mit philosophischen und theologischen Themen verknüpfte, gelten innerhalb der zu diesem Zeitpunkt noch nicht etablierten universitären Musikwissenschaft als Pioniertat. In seinem Vorlesungskonzept zeigt sich sein – bereits an anderen Stellen angedeutetes – Bestreben, die Natürliche Theologie mit der Philosophie Wolffs und einem theologisch-philosophisch begründeten Verständnis der Musik im Sinne einer Musicotheologie zu verknüpfen. Als eigenständiger philosophischer Autor ist Mizler nicht nennenswert hervorgetreten, denn er lebte wie viele zeitgenössische Gelehrte vor Kant in der Hoffnung, mit der mathematische Lehrart Wolffs sei ein perfektes System zur Lösung der verschiedenartigsten Probleme gefunden. Nun käme es lediglich darauf an, dass Wolffs „Apostel“ die Wahrheit dieser Philosophie verbreiten und in der Praxis zum Wohle der Gesellschaft anwenden. Wahrheit wurde verstanden als eine wissenschaftliche Aussage, die einer strengen logischen Prüfung standhalten konnte. Mizlers Lehrer Johann Christoph Gottsched definierte die Philosophie (Weltweisheit) als „eine Wissenschaft der Glückseligkeit“. Noch in seinen letzten Lebensjahren betonte Mizler die Bedeutung der Wissenschaften und Künste, „die doch alles zur wahren zeitlichen Glückseeligkeit mit beytragen“. Da sich Mizler in diesem Sinne vornehmlich als Philosoph sah, ist es nicht verwunderlich, dass er immer wieder mit großem Nachdruck darauf hinwies, die Musik sei nur seine Nebentätigkeit. In der Musik finde diese Philosophie aber ihre konkrete Anwendung.

## Mizlers Position innerhalb der Wolffianer
Bei seinem Bemühen um eine Reintegration der antiken Musikphilosophie in das enzyklopädisch-universitäre Denken begab sich Mizler auf eine Gratwanderung. Unmissverständlich war das pythagoreische Denken im Zusammenhang mit den Diskussionen um Sigmund Ferdinand Weißmüller bei führenden Leipziger Gelehrten wie Carl Günther Ludovici diskreditiert worden. Das mag auch der Grund dafür sein, warum man Mizler lieber in Polen sah und nicht als Dozent der Leipziger Universität. Mizler hatte 1742, ein Jahr vor seiner Abreise nach Polen, sein Vorlesungskonzept dargelegt.
Es war umstritten, ob die traditionellerweise im Rahmen der artes liberales zur philosophischen Enzyklopädie gehörende Musik auch noch im 18. Jahrhundert als eine philosophische Wissenschaft zu betrachten sei. Mizler hatte diese Frage bereits in seiner Dissertation 1734 und noch deutlicher in der zweiten Edition 1736 eindeutig bejaht und dafür die Kritik Ludovicis ertragen müssen, der Mizler aber dennoch in den erlauchten Kreis der Wolffianer aufnahm. Sein Interesse an zeitgenössischer Mathematik zeigte Mizler in der Besprechung von Eulers Musiktraktat Tentamen novae theoriae musicae (1739). Mizler konnte durchaus mit dem Niveau von Eulers mathematischem Musikdenken mithalten. Wolff äußerte sich mehrfach lobend über Mizlers musikalische Kompetenz. Insbesondere freute sich der Philosoph, dass sein Kontrahent Euler durch Mizler in seiner musikalischen Inkompetenz demaskiert worden war. Auch Gottsched sprach mit überschwänglichem Lob über seinen ehemaligen Studenten. Mizler genoss also als Gelehrter mit dem Schwerpunkt Musiktheorie bei den einflussreichen Wolffianern einen hervorragenden Ruf.